# Lucien Anderson

Lucien Anderson

Lucien Anderson (* 23. Juni 1824 bei Mayfield, Kentucky; † 18. Oktober 1898 ebenda) war ein US-amerikanischer Politiker. Zwischen 1863 und 1865 vertrat er den Bundesstaat Kentucky im US-Repräsentantenhaus.

## Werdegang
Lucien Anderson besuchte die öffentlichen Schulen seiner Heimat. Nach einem anschließenden Jurastudium und seiner 1845 erfolgten Zulassung als Rechtsanwalt begann er in Mayfield in diesem Beruf zu arbeiten. Politisch war er zunächst Mitglied der Whig Party. Im Jahr 1852 war er einer von deren Wahlmännern bei der Präsidentschaftswahl. Zwischen 1855 und 1857 saß er als Abgeordneter im Repräsentantenhaus von Kentucky.
Nach der Auflösung der Whigs Mitte der 1850er Jahre wurde er Mitglied der neugegründeten Republikanischen Partei. Während des Bürgerkrieges war Anderson wie viele Republikaner Unionist. Bei den Kongresswahlen des Jahres 1862 wurde er im ersten Wahlbezirk von Kentucky in das US-Repräsentantenhaus in Washington, D.C. gewählt, wo er am 4. März 1863 die Nachfolge von Samuel L. Casey antrat. Bis zum 3. März 1865 absolvierte er eine Legislaturperiode im Kongress, die von den Ereignissen des Bürgerkrieges geprägt war.
1864 verzichtete Anderson auf eine erneute Kandidatur. Im selben Jahr war er Delegierter zur Republican National Convention, auf der Präsident Abraham Lincoln für eine zweite Amtszeit nominiert wurde. Nach seinem Ausscheiden aus dem Repräsentantenhaus zog sich Anderson wieder aus der Politik zurück. In der Folge praktizierte er wieder als Anwalt. Er starb am 18. Oktober 1898 in seinem Geburtsort Mayfield.